# Олимпийский аквапарк Шуньи
Олимпийский аквапарк Шуньи (кит. 顺义奥林匹克水上公园) — спортивный комплекс, построенный к Олимпиаде 2008 года в Пекине. Место проведения соревнований по гребле на байдарках и каноэ, а также академической гребле.
Общая площадь парка составляет 318,5 тысяч м², при этом спортивный комплекс может вместить до 37 тысяч зрителей.